# 제이콥 닐슨

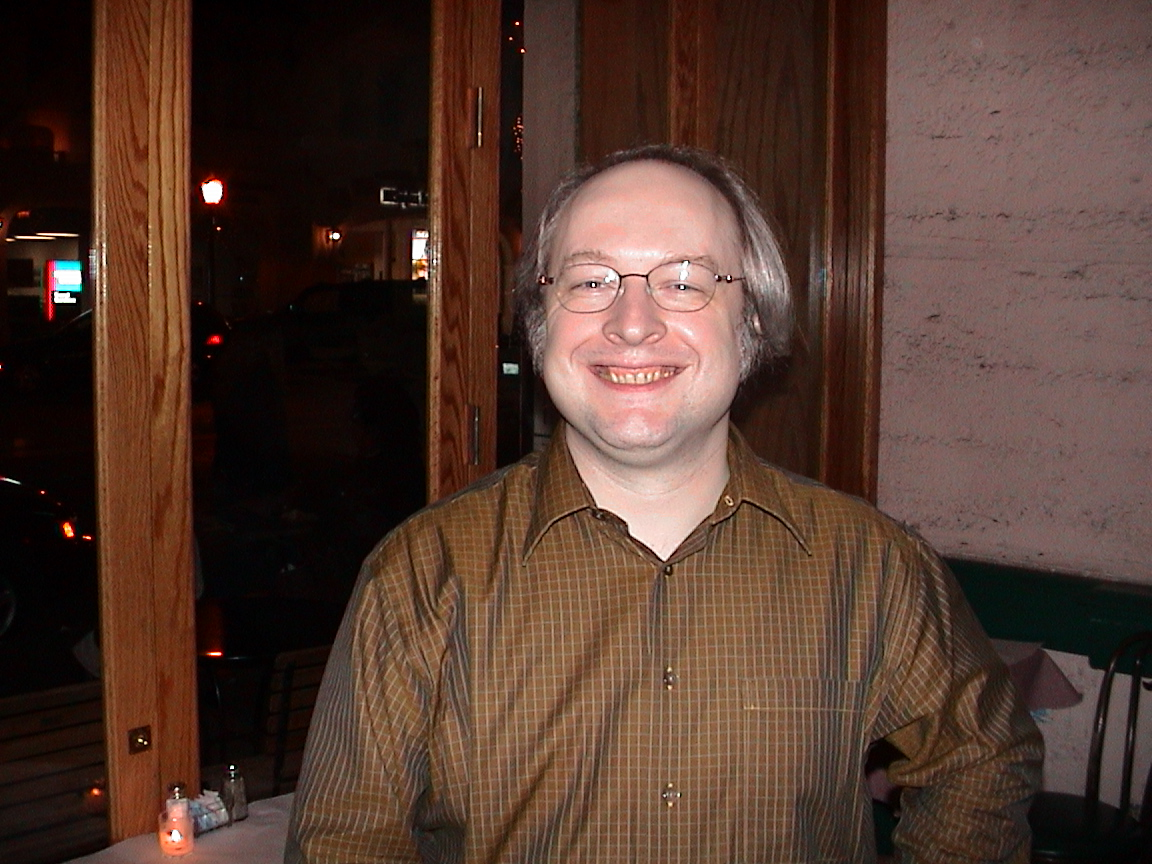
제이콥 닐슨

제이콥 닐슨(영어: Jakob Nielsen, 덴마크어: Jakob Nielsen 야코브 닐센[*], 1957년 덴마크 코펜하겐 출생)은 소프트웨어와 웹 사이트 디자인의 사용성(Usability)에 관한 작가 겸 연설가이며 컨설턴트 업무를 하는 전문가이다. 덴마크 기술 대학에서 사용자 인터페이스 디자인과 전산학을 전공하고 박사학위를 받았다. 닐슨은 IBM과 Bellcore에서 일했으며 썬 마이크로시스템즈에서 선임연구원으로 일했다. 1991년에 월드 와이드 웹이 소개 되자 닐슨은 하이퍼텍스트가 미래의 사용자 인터페이스 디자인이 될 것이라고 바르게 예측하였으며 《하이퍼 텍스트와 하이퍼미디어》(1990)을 썼다. 1995년에는 보다 향상된 교과서로 《멀티미디어 와 하이퍼텍스트: 인터넷과 그너머》를 저술했다.
사용성 연구에 관한 그의 웹 사이트인 USEIT에 정기적으로 글을 발표하고 있으며 도널드 노먼(Donald Norman), 브루스 토냐찌니(Bruce Tognazzini)와 함께 닐슨노먼그룹을 창립하여 활동하고 있다. 그는 주로 인터넷을 쉽게 사용하기 위한 방법들에 관한 79개의 미국 특허들을 소유하고 있다. 또한 그는 "디스카운트 사용성 공학" 운동을 벌이고 있는데 이것은 발견적평가방법(Heuristic evaluation) 등 그가 발명한 여러 가지 사용성 향상 방법과 사용자 인터페이스의 향상을 위한 저렴하고 빠른 방법을 통해 사용성을 널리 알리고 진흥하고자 하는 운동이다.

## 웹 사용성
닐슨은 웹 사용성에 관한 여러 논쟁을 주도하고 있다. 그래픽 디자이너로서의 시각이 아닌 공학 중심적인 시각으로 일부 유명 웹 사이트의 사용성에 대한 엄정한 비판을 하고 있다. 특히 사용성을 희생하고 장애인을 배려하지 않는 많은 사이트들이 플래시 애니메이션이나 과도한 그래픽을 사용하는 것에 대해 비판적인 입장을 가지고 있다. 그의 장애인 사용성 연구에서 인터넷은 장애인이 이전에 경험하기 힘들었던 정보에 접근할 수 있는 강력한 도구가 될 수 있음을 확인하였다. 하지만 예를 들어 시각장애인을 위해서는 특수한 보조기구가 필요하고 웹 사이트에서 접근성을 높이기 위한 디자인이 이루어져야지만 일반인처럼 장애인도 사용하기 쉬울 수 있다. 특히 구형의 플래시 애니메이션이나 그림을 많이 사용하는 웹 디자인의 경우 장애인을 위한 접근성 문제가 심각했다. 이러한 문제의 해결을 위한 방법으로는 웹 그래픽 사용시에 대체지문(Alt text,Alternative Text)을 사용하여 그 그래픽의 의미를 알려주어야한다. 또한 사용자가 읽을 필요가 있거나 반응이 필요한 것은 반드시 정지 상태를 유지하여야 한다. 그런것들이 움직임이 있는 상태에서는 시각 장애인과 약시의 문제를 가진 많은 사람들이 불편을 겪게 된다.
또한 관련된 요소들은 가까이 있어야 하며 지나치게 복잡한 기능을 피해야 한다.

## 반사용성 디자인
놀랍게도 많은 웹들이 사용자 중심 디자인이 아닌 오히려 사용성을 의도적으로 떨어뜨리는 디자인을 하고 있다고 한다. 이는 안타깝게도 많은 회사의 웹 디자인을 책임지는 사람들이 사용성에 반하는 디자인을 함으로써 회사에게 얻어지는 이익이 있다고 믿으며 그렇게 주장하기 때문이다. 예를 들어 웹디자인 분야에서 사람들이 원하는 것을 찾는 것을 의도적으로 방해함으로써 웹 사이트 내에서 방황하게 되며 이에 따라 페이지 뷰가 높아지며 이는 회사의 이익으로 연결되기 때문이다. 대한민국의 대표적인 포털 사이트인 다음, 야후!, 네이버 등의 사이트에서 닐슨이 주장한 반사용성 디자인의 예를 찾을 수 있다. 또 다른 예로는 2000년 미국 대통령 선거에서 플로리다주 팜비치 군에서 사용되었던 ‘나비투표용지’이다. 당시 팜비치군의 선거관리인이었던 테레사 르포어에 의해 디자인된 이 용지는 가운데 구멍을 뚫는 칸을 두고 양쪽에 피선거인들의 명단을 늘어 놓아 유권자로 하여금 의도적으로 실수하게끔 한 것이 아니냐는 의혹을 받기도 했다.

## 같이 보기
- 도널드 노먼
- 브루스 토냐찌니
- 사용성
- 인간공학

## 참고자료
- 제이콥 닐슨 (2001년) 웹 유저빌리티: 사용하기 쉬운 웹사이트가 성공한다 (안그래픽스, 김옥철 옮김,ISBN 89-7059-161-3)
- 제이콥 닐슨 (2002년) 성공적인 홈페이지 유저빌리티 가이드 (안그래픽스, ISBN 89-7059-172-9)